# الدعارة في إثيوبيا
الدعارة في إثيوبيا قانونية  ومنتشرة.  ويعتقد البعض أن هذا سبب لإنتشار فيروس الإيدز، يُقدر برنامج الأمم المتحدة المشترك لفيروس نقص المناعة البشرية/الإيدز
```
أن هناك أكثر من 19000 
عاهرة
 في المدن الرئيسية.
[
3
]
```

أصبحت إثيوبيا نقطة جذب للسياحة الجنسية، بما في ذلك السياحة الجنسية مع الأطفال.
في عام 2015، أخرجت كاتبة السيناريو والمخرجة الإثيوبية، هيرمون هايلي، فيلم سعر الحب، الذي استلهم من تجاربها التي نشأت بالقرب من المومسات.